# Jazz Jennings
Jazz Jennings (6 ottobre 2000) è un'attivista e personaggio televisivo statunitense.
Jazz Jennings è una donna transgender, nota per essere una delle più giovani pubblicamente documentate ad essere identificata come transgender e per essere la persona più giovane a diventare una figura transgender a livello nazionale negli USA.
Jazz Jennings è protagonista di un programma televisivo che va in onda sul canale statunitense TLC dal nome I Am Jazz, che in stile reality racconta e si concentra sulla sua vita e quella della sua famiglia. La serie è andata in onda per la prima volta il 15 luglio 2015.